# بلویل (نیویورک)
بلویل (به انگلیسی: Bellvale) یک منطقهٔ مسکونی در ایالات متحده آمریکا است که در شهرستان اورنج، نیویورک واقع شده‌است. بلویل ۱۹۵٫۰۷ متر بالاتر از سطح دریا واقع شده‌است.